# Districtul Waeng Yai
Waeng Yai (în thailandeză แวงใหญ่) este un district (Amphoe) din provincia Khon Kaen, Thailanda, cu o populație de 29.424 de locuitori și o suprafață de 189,069 km².

## Componență
Districtul este subdivizat în 5 subdistricte (tambon), care sunt subdivizate în 50 de sate (muban).
| Nr. | Nume          | În thailandeză | Sate | Locuitori |  |
| --- | ------------- | -------------- | ---- | --------- |  |
| 1.  | Khon Chim     | คอนฉิม          | 9    | 4,673     |  |
| 2.  | Mai Na Phiang | ใหม่นาเพียง      | 14   | 7,912     |  |
| 3.  | Non Thong     | โนนทอง         | 11   | 5,588     |  |
| 4.  | Waeng Yai     | แวงใหญ่         | 7    | 5,259     |  |
| 5.  | Non Sa-at     | โนนสะอาด       | 9    | 5,992     |  |